# Dolina Goliasowska
Dolina Goliasowska – dolina opadająca z Zdziarskiej Przełęczy na zachód, do Podspadów. Jej dnem spływa  Goliasowski Potok, jego koryto tworzy naturalną granicę między Tatrami (na południu) a Magurą Spiską na północy. W Podspadach, między Gąbosią Polaną (Gombosią Polaną) a Gałajdową Polaną łączy się on z Hawranim Potokiem i jednym korytem uchodzą do Jaworowego Potoku jako jego prawy dopływ.
Dolinę Goliasowską porasta las. Dawniej, przed wybudowaniem Drogi Wolności, południowymi zboczami Doliny Goliasowskiej (nie więcej niż 200 m od niej) biegła droga łącząca Jaworzynę Tatrzańska ze Zdziarami.